# Olšany (Kluky)
Olšany (Duits: Wolschan of Wolschan bei Tschaslau) is een Tsjechische plaats in de gemeente Kluky in de regio Midden-Bohemen en maakt deel uit van het district Kutná Hora. Het dorp ligt op ongeveer 1 km afstand van Kluky.
Olšany telt 81 inwoners (2021).

## Geografie
De Olšanský stroomt door het dorp.

## Geschiedenis
De eerste schriftelijke vermelding van het dorp dateert van 1387.

## Buslijnen
Er is één bushalte in het dorp:
| Halte         | Lijn | Route                | Vervoerder           |
| ------------- | ---- | -------------------- | -------------------- |
| Kluky, Olšany | 743  | Čáslav - Petrovice I | Arriva Střední Čechy |

## Galerij

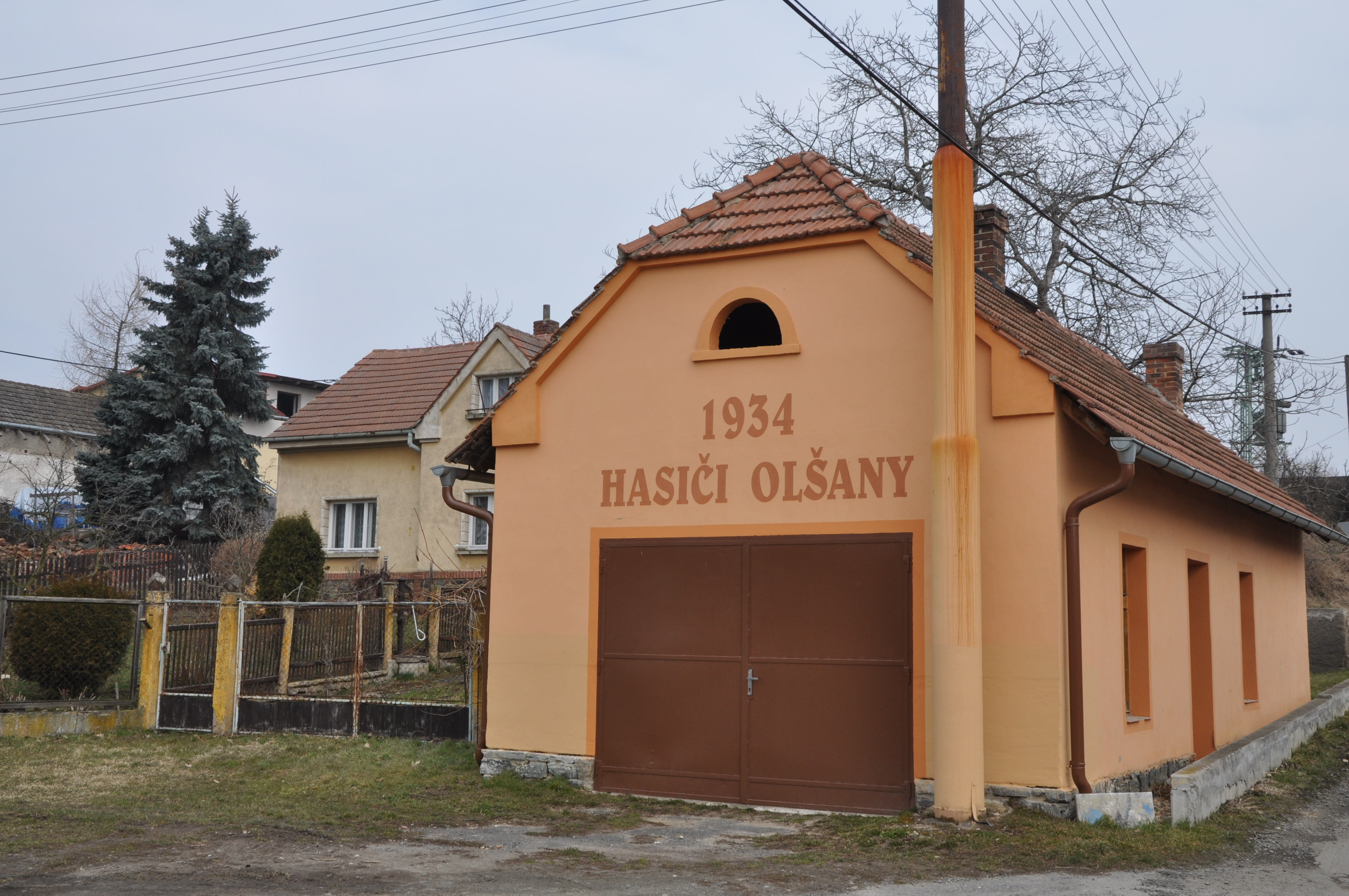
Brandweerkazerne
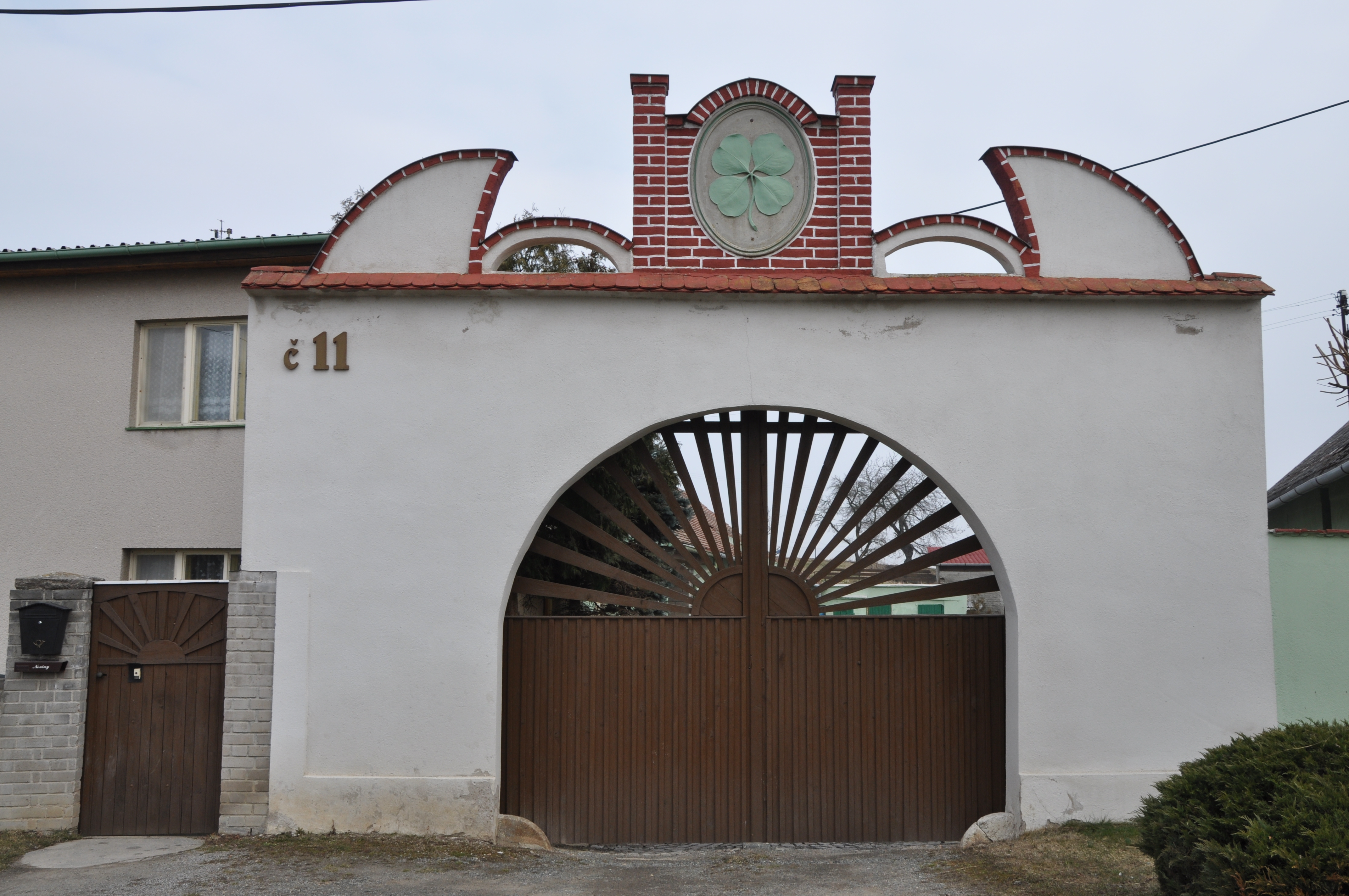
Poort met klavertje vier
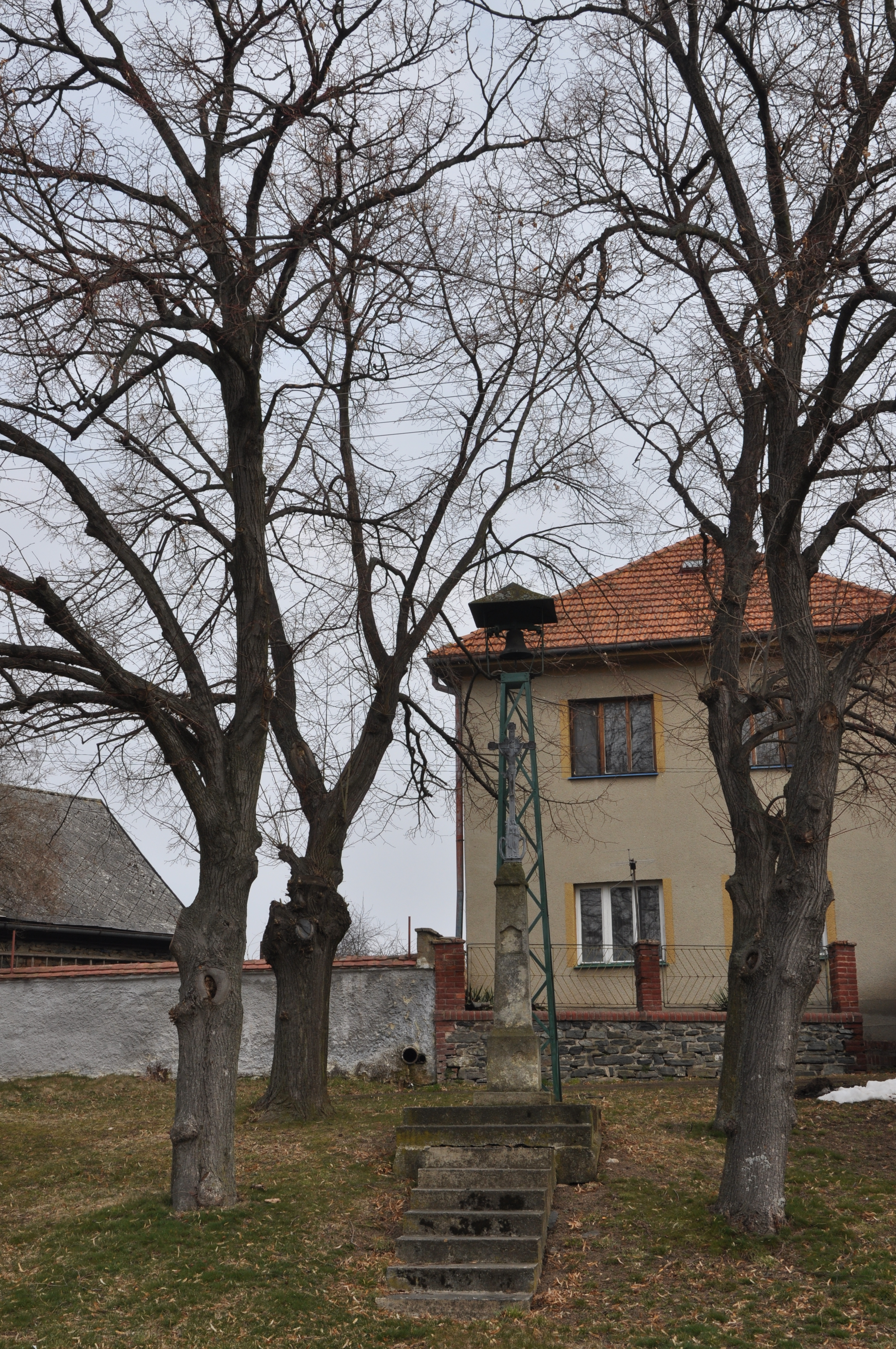
Kruis en bel